# Elecciones al Senado de la República Democrática del Congo de 2007
Las elecciones al Senado de la República Democrática del Congo tuvieron lugar el 19 de enero de 2007, pese a que en un principio debían celebrarse el 16 de enero. Los miembros del Senado son elegidos mediante un sistema indirecto por los miembros de las asambleas provinciales. El retraso en el resultado fue consecuencia de las dificultades a la hora de elegir a los jefes tradicionales que tenían reservado sus puestos en las asambleas provinciales.

## Resultados
| Partido                                                                                               | Escaños |
| --- | ------- |
| Partido del Pueblo para la Reconstrucción y la Democracia (PPRD)                                      | 22      |
| Movimiento de Liberación del Congo (MLC)                                                              | 14      |
| Fuerzas de Renovación                                                                                 | 7       |
| Reagrupamiento Congoleño para la Democracia (RCD)                                                     | 7       |
| Partido Demócrata Cristiano (PDC)                                                                     | 6       |
| Convención de los Demócratas Cristianos (CDC)                                                         | 3       |
| Movimiento Social por la Renovación (MSR)                                                             | 3       |
| Partido Lumumbista Unificado (PALU)                                                                   | 2       |
| Unión de los Demócratas Mobutistas (UDEMO)                                                            | 1       |
| Democracia Cristiana Federalista-Convención de Federalistas por la Democracia Cristiana (DCF-COFEDEC) | 1       |
| Coalición de los Demócratas Congoleños (CODECO)                                                       | 1       |
| Alianza de los Demócratas Congoleños (ADECO)                                                          | 1       |
| Convención de los Congoleños Unidos (CCU)                                                             | 1       |
| Reagrupamientos de los Congoleños Demócratas y Nacionalistas (RCDN)                                   | 1       |
| Convención Democrática por el Desarrollo (CDD)                                                        | 1       |
| Convención por la República y la Democracia (CRD)                                                     | 1       |
| Partido de la Alianza Nacional por la Unidad (PANU)                                                   | 1       |
| Unión Nacional de los Demócratas Federalistas (UNADEF)                                                | 1       |
| Partido Demócrata y Social Cristiano (PDSC)                                                           | 1       |
| Reagrupamiento de las Fuerzas Sociales y Federalistas (RSF)                                           | 1       |
| Unión Nacional de los Demócratas Cristianos (UNADEC)                                                  | 1       |
| Unión Congolesa para la Libertad                                                                      | 1       |
| Rassemblement pour le Développement Économique et Social (RADESO)                                     | 1       |
| Parti Démocratique Socialiste                                                                         | 1       |
| Union des Libéraux Démocrates Chrétiens (ULDC)                                                        | 1       |
| Front Social des Indépendants Républicains (FSIR)                                                     | 1       |
| Independientes                                                                                        | 26      |
| Total                                                                                                 | 108     |